# Берниссар
Бернисса́р (фр. Bernissart, валлон. Bernissåt / Bèrnissât, пикард. Bernissåt) — коммуна в Валлонии, расположенная в провинции Эно, округ Ат. Принадлежит Французскому языковому сообществу Бельгии. На площади 43,42 км² проживают 11 458 человек (плотность населения — 264 чел./км²), из которых 48,02 % — мужчины и 51,98 % — женщины. Средний годовой доход на душу населения в 2003 году составлял 10 828 евро.
В научном мире территория у Берниссара прославилась находкой в конце XIX века большого количества ископаемых мелового периода, в том числе десятков скелетов динозавров — игуанодонов.
Почтовые коды: 7320—7322. Телефонный код: 069.